# Annenaltar des Meisters von Frankfurt
Der Annenaltar des Meisters von Frankfurt ist ein um 1505 entstandener spätgotischer Flügelaltar. Geschaffen wurde er von einem unbekannten flämischen Meister, der zwischen 1480 und 1525 in Antwerpen tätig war und seit 1897 in der kunsthistorischen Literatur unter dem Notnamen „Meister von Frankfurt“ bekannt ist. Ursprünglich für das Dominikanerkloster in Frankfurt am Main geschaffen, werden die Gemäldetafeln des Altarretabels heute im Historischen Museum Frankfurt aufbewahrt (Inv.-Nr.: B259-261). Die beiden Bildtafeln der Predella befinden sich heute in der Staatsgalerie Stuttgart (Inv.-Nr.: 1009–1010).

## Geschichte

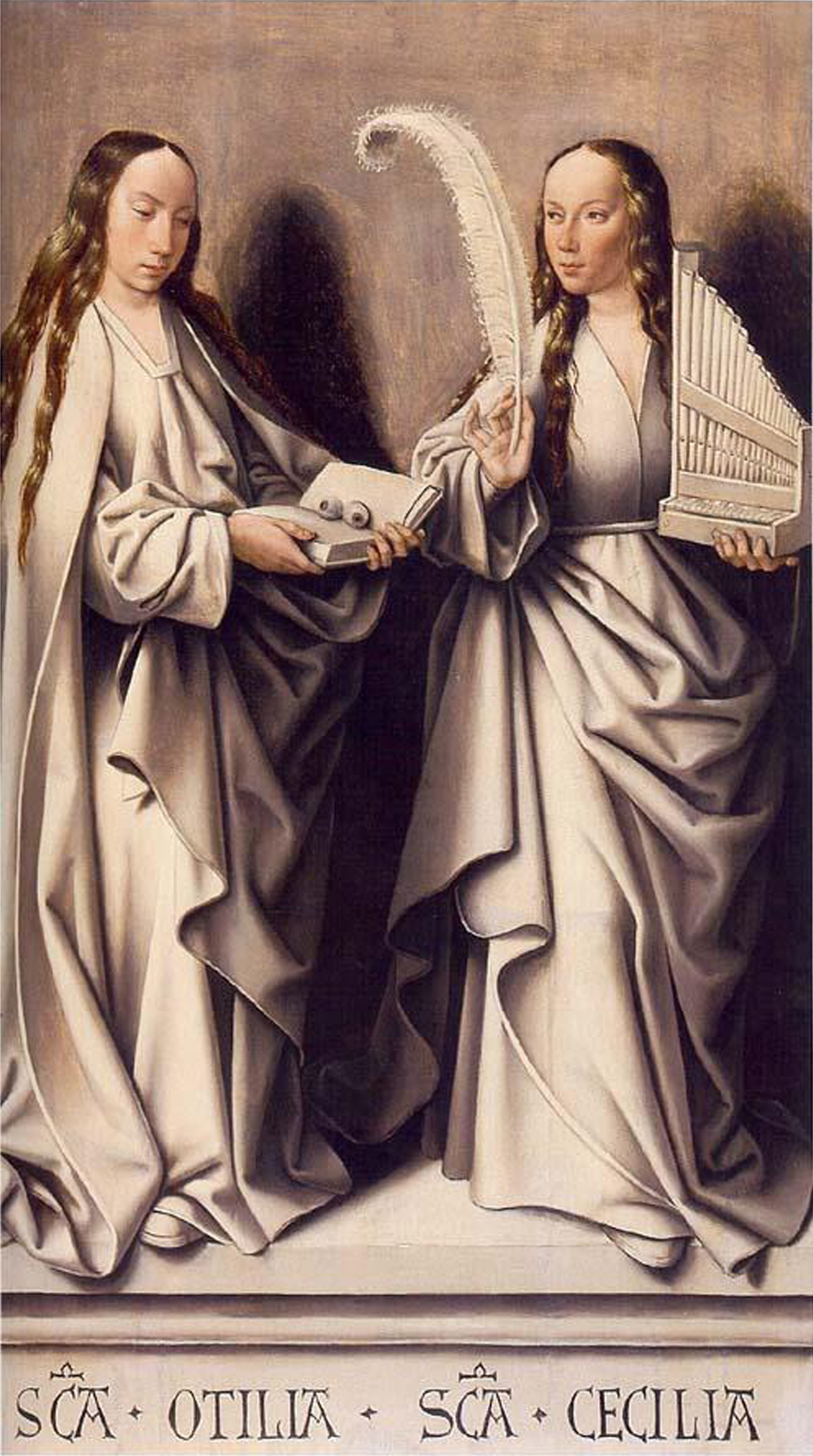
Bildtafel mit Ottilie und Cäcilia

Der Altar stand ursprünglich im Frankfurter Dominikanerkloster. Im Zuge der Säkularisierung infolge des Reichsdeputationshauptschlusses vom 25. Februar 1803 gelangten Kloster und Sammlung in den Besitz der Stadt Frankfurt. Diese verkaufte die Bilder an den Fürstprimas des Rheinbundes, Karl Theodor von Dalberg, der ihn der Frankfurter Museumsgesellschaft schenkte. Wohl zu dieser Zeit wurden die Bildtafeln der Altarflügel getrennt. Eine der vier in Grisailletechnik ausgeführten Gemäldetafeln der Außenseite wurde entfernt, wie auch die ebenfalls in Grisaille ausgeführten Tafeln der Predella. Von 1824 bis 1851 bzw. 1867 waren die Kunstwerke im Städelschen Kunstinstitut ausgestellt bzw. eingelagert. Nachdem 1867 eine städtische Gemäldegalerie im Saalhof eingerichtet worden war, wurde der Altar dorthin verbracht und ging mit den anderen Stücken der Sammlung 1877 in den Besitz des neu gegründeten Historischen Museums über.
Die fehlende Gemäldetafel mit der Darstellung der beiden Heiligen Ottilia und Cäcilia wurde um 1928 vom niederländischen Kunsthändler Jacques Goudstikker (1897–1940) im Berliner Kunsthandel erworben. Von Juli 1940 bis 1945 befand sie sich als Nazi-Raubkunst in Hermann Görings Anwesen Carinhall. Nach Kriegsende verblieb die Gemäldetafel in der Obhut des niederländischen Staates, der sie 2006 an Marie van Saher-Langenbein, die Erbin Goudstikkers, zurückgab. 2011 erwarb das Historische Museum die Tafel.
Die Predella wurde 1898 von der Staatsgalerie Stuttgart (Inv.-Nr.: 1009–1010) aus einer Privatsammlung erworben.

## Aufbau
Das originale Gehäuse des Flügelaltars ist verloren. Die Mitteltafel des Retabels misst 212 × 126 cm, die Flügel je 214 × 58 cm, die Predella je Tafel 53,7 × 64,8 cm. Die Gemälde sind in Ölmalerei auf Eichenholz ausgeführt. Dabei wurden jeweils zwei bis drei Eichenholzbretter auf Furnierstärke gedünnt. Wohl im 19. Jahrhundert wurden die Gemäldetafeln gespalten und ihre Rückseiten mit unterschiedlichen Parkettierungen stabilisiert.
| Altarflügel                                         | Altarflügel                                    | Altarflügel                                                         | Altarflügel                                                                       |
| --------------------------------------------------- | ---------------------------------------------- | ------------------------------------------------------------------- | --------------------------------------------------------------------------------- |
| Agnes mit Lamm und Buch; Lucia mit Schwert und Buch | Valentin mit Kirchenmodell; Martin mit Bettler | Josef mit Stock und Jesusknabe; Gregor mit Tiara und Vortragekreuz. | Ottilia mit geöffnetem Buch, darin Augen; Cäcilia mit Feder in der Hand und Orgel |

Alle Figuren sind in Grisaillemalerei mit farbigem Inkarnat vor neutralem Hintergrund ausgeführt.
| Altarflügel  | Mitteltafel   | Altarflügel |
| ------------ | ------------- | ----------- |
| Mariä Geburt | Heilige Sippe | Marientod   |

Die beiden Grisailletafeln der Predella zeigen eine Flucht nach Ägypten und den Kindermord in Betlehem.

## Zuschreibung und Datierung
Erstmals erwähnt wurde der Altar 1790 von Henrich Sebastian Hüsgen, der ihn einem „alten teutschen Meister“ zuschreibt. 1804 begutachtete der Kunsthändler Christian von Mechel im Auftrag der Stadt das Kunstwerk und schrieb ihn einem „jüngeren Rogier van der Weyden“ († 1529) zu. Goethe verwarf diese Zuordnung 1815; ihn erinnerten die Flügelbilder an Jan van Scorel. In den Gemäldeverzeichnissen des Städelschen Kunstinstituts von 1830 und 1833 wird die Zuschreibung an van der Weyden beibehalten.
1841 erkannte Passavant, dass das Kreuzigungs-Triptychon der Familie Humbracht im Städelschen Kunstinstitut und die Tafeln des Annenaltars aus der gleichen Werkstatt stammen müssen, und ordnete sie dem Frankfurter Maler Conrad Fyoll (um 1425–1486) zu. 1888 wies Carl Justi auf Antwerpen als Standort der Werkstatt hin. 1897 prägte Weizsäcker den Notnamen „Meister von Frankfurt“, den er zum Kreis der niederländisch-niederrheinischen Künstler rechnet, die zu Beginn des 16. Jahrhunderts in Antwerpen tätig waren. Weizsäcker wies nach, dass die Bildtafeln des Annenretabels als Vorbild für die Flügelaußenseiten des Heller-Altars gedient haben könnten. Daraus schloss er, dass der Annenaltar vor 1507, dem Jahr, in dem der Auftrag für den Heller-Altar erteilt wurde, ausgeliefert worden sei. Dendrochronologische Untersuchungen am Eichenholz der Gemäldetafeln ergaben das Jahr 1496 als frühestmögliches Fälldatum des verwendeten Holzes.